# Bartłomiej Dorywalski

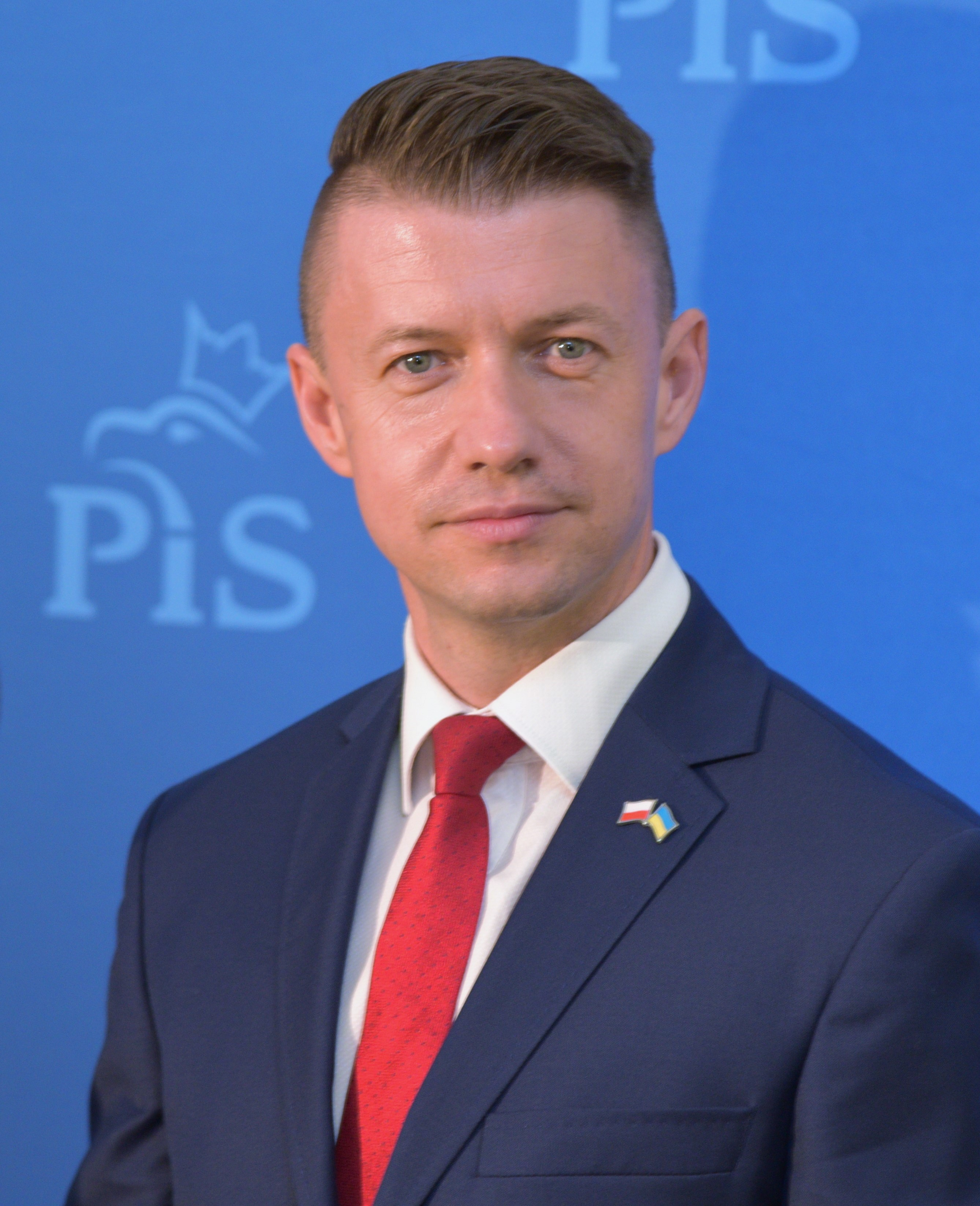
Bartłomiej Dorywalski

Bartłomiej Dorywalski (geb. am 16. August 1979 in Włoszczowa) ist ein polnischer Politiker, Jurist und Kommunalpolitiker. Er war in den Jahren 2006–2010 und 2010–2014 Bürgermeister von Włoszczowa, Abgeordneter im Sejm der VI., IX. und X. Legislaturperiode (2010, seit 2019) und stellvertretender Woiwode der Woiwodschaft Heiligkreuz (2018–2019).

## Lebenslauf
Er schloss das Jurastudium an der Katholische Universität Lublin ab. An derselben Universität erwarb er 2015 den Doktortitel in Rechtswissenschaften auf der Grundlage seiner Dissertation mit dem Titel „Schutzgebiete im Lichte des Wasserrechts“.
Er arbeitete als Jurist in einer Notarkanzlei und war Assistent von Przemysław Gosiewski. In der zweiten Runde der Wahlen 2006 wurde er zum Bürgermeister von Włoszczowa gewählt. Bei den Wahlen 2007 kandidierte er erfolglos für die Liste von PiS im Sejm und belegte den ersten nicht gewählten Platz. Nach dem Tod von Przemysław Gosiewski bei dem Flugunfall einer polnischen Tu-154 in Smolensk erhielt er das Recht, sein Mandat zu übernehmen, was er akzeptierte. Am 5. Mai 2010 legte er den Eid als Abgeordneter ab.
Bei den Kommunalwahlen 2010 wurde er erneut zum Bürgermeister von Włoszczowa gewählt, weshalb er am 29. November desselben Jahres sein Abgeordnetenmandat verlor. Im Jahr 2014 kandidierte er erfolglos für eine Wiederwahl; die Wahlen in der ersten Runde gewann Grzegorz Dziubek. Dorywalski hingegen erhielt das Mandat eines Abgeordneten im Sejmik der Woiwodschaft Heiligkreuz in der V. Legislaturperiode.
Er wurde wissenschaftlicher und didaktischer Mitarbeiter an der nach Edward Lipiński benannten Hochschule für Wirtschaft, Recht und Medizin in Kielce. Zudem erwarb er die Berechtigung als Rechtsberater im Rahmen der OIRP in Kielce.
Bei den Wahlen 2015 kandidierte er erfolglos für den Sejm. Er übernahm die Funktion eines Beraters der Woiwodin Agata Wojtyszek der Woiwodschaft Heiligkreuz. Im September 2018 wurde er aufgrund von „Schaden für die Partei“ als Mitglied der PiS suspendiert. Im November 2018 wurde das Verfahren eingestellt. Bei den folgenden Kommunalwahlen trat er nicht mehr an.
Am 27. November 2018 wurde er zum stellvertretenden Woiwoden der Woiwodschaft Heiligkreuz ernannt. Bei den Wahlen 2019 erlangte er ein Mandat als Abgeordneter im Sejm der IX. Legislaturperiode und erhielt im Wahlkreis Kielce 7386 Stimmen. Im Jahr 2023 kandidierte er erfolgreich für eine Wiederwahl (mit 9696 Stimmen).

## Auszeichnungen
Im Jahr 2016 wurde er von dem Präsidenten der Republik Polen, Andrzej Duda, mit dem Verdienstkreuz der Republik Polen ausgezeichnet.